# Alter Wülfeler Friedhof (Hildesheimer Straße)

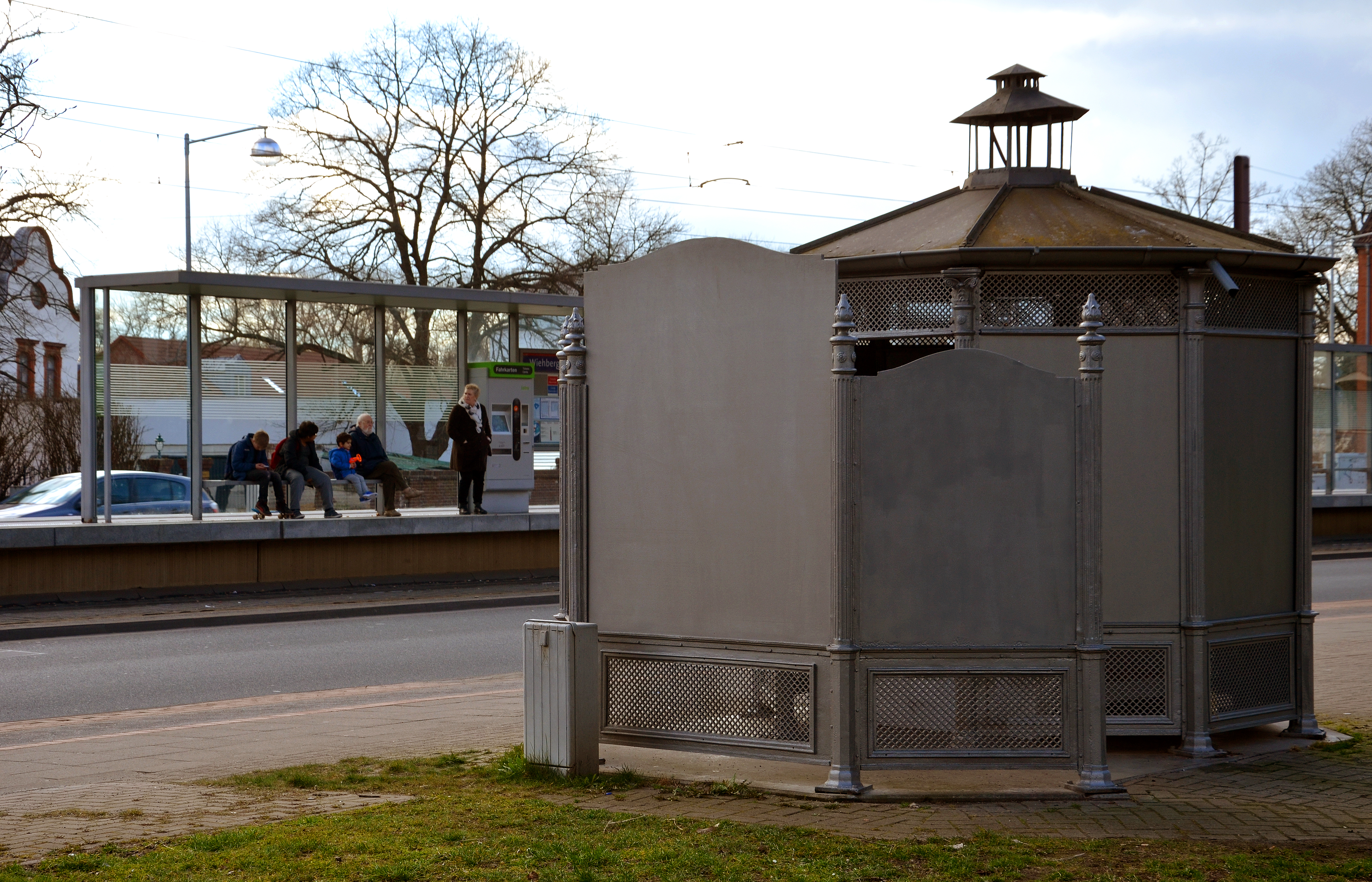
Das – denkmalgeschützte – gusseiserne Pissoir an der Hildesheimer Straße Ecke Marahrensweg; im Hintergrund der Hochbahnsteig Wiehbergstraße der Stadtbahn Hannover

Der Alte Wülfeler Friedhof in Hannover im heutigen Stadtteil Wülfel ist ein vor dem Jahr 1811 angelegter Friedhof, der heute als rund 0,23 Hektar große öffentliche Grünanlage mit seinen erhaltenen Grabmälern unter Denkmalschutz steht. Standort der Anlage ist die Hildesheimer Straße 367 an der Ecke Marahrensweg.

## Geschichte und Beschreibung

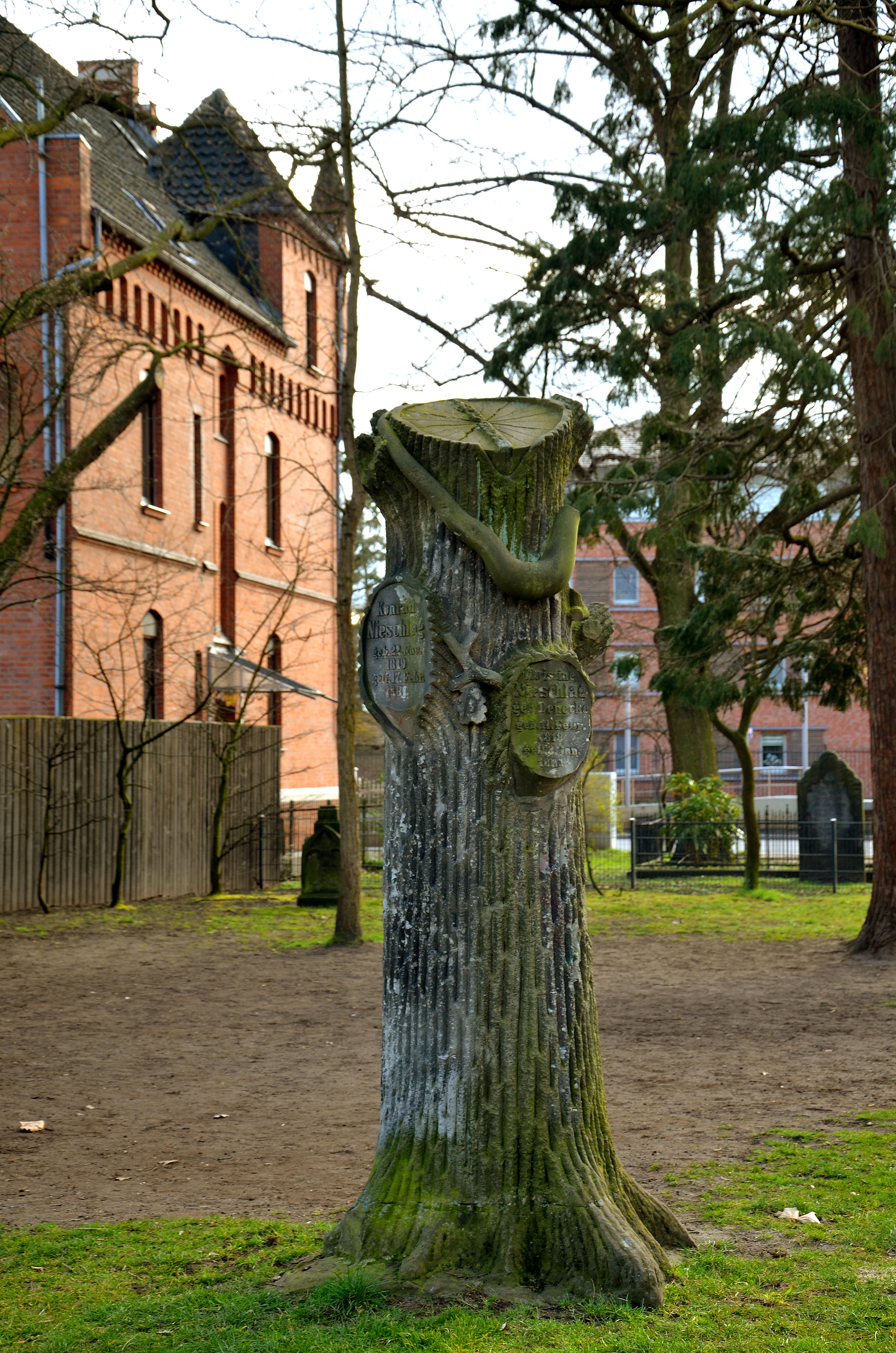
Der nachgebildete Baumstamm einer Eiche mit Schlange als Grabmal-Kuriosität für Konrad Nieschlag (1819–1881) und Christine, geborene Denecke (1818–1883)

Wenngleich das Dorf Wülfel zur Zeit des Mittelalters erstmals im Jahr 1284 urkundlich belegt ist, wird die Anlage eines „Kirchhofes“ erst in die Zeit um 1450 datiert. Bei Bauarbeiten auf dem Gelände der um 1450 errichteten und im Jahr 1916 abgebrochenen Wülfeler Kapelle wurden unmittelbar südlich des Gebäudes Reihen von Gräbern eines schon vor dem Jahr 1700 vergessen gewesenen Friedhofs aufgegraben.
Der etwa 400 m von der Kapelle entfernte Alter Wülfeler Friedhof entstand „[...] vor 1811“.
Aus der zweiten Hälfte des 19. Jahrhunderts haben sich auf dem alten Kirchhof einige Grabmäler erhalten, davon eines, das als ein Kuriosum der hannoverschen Friedhofskunst angesehen wird: Ein Baumstamm mit einer Schlange von 1881.
Das am Rande des Friedhofes Ende des 19. Jahrhunderts aufgestellte gusseiserne Pissoir ist – neben der ehemals in Hainholz errichteten Bedürfnisanstalt – das letzte erhaltene Exemplar seiner Art in Hannover.
1892 wurde der Friedhofsbetrieb in das Mittelfeld verlegt, bis er dort – ebenfalls als „Alter Wülfeler Friedhof“ und ähnlich wie der Alte Döhrener Friedhof – in die Fläche des von Stadtgartendirektor Hermann Kube entworfenen Stadtfriedhofs Seelhorst ab 1919 mit einbezogen wurde.
Im Jahr 1920 wurde auch der Alte Wülfeler Friedhof an der Hildesheimer Straße aufgegeben und dient heute in Teilen als einer von 406 vom Fachbereich Umwelt & Stadtgrün der Landeshauptstadt Hannover betreuten Spielplätzen.